# 18-й Конгресс США
Восемна́дцатый Конгре́сс США — заседание Конгресса США, действовавшее в Вашингтоне с 4 марта 1823 года по 4 марта 1825 года в период седьмого и восьмого года президентства Джеймса Монро. Обе палаты, состоящие из Сената и Палаты представителей, имели демократическо-республиканское большинство. Распределение мест в Палате представителей было основано на четвёртой переписи населения Соединённых Штатов в 1820 году.

## Важные события
- август 1823 года — Война арикара
- 2 декабря 1823 года — Доктрина Монро: Президент Монро объявил новую политику запрещения европейского вмешательства в дела Америки и установления американского нейтралитета в будущих европейских конфликтах.
- 11 марта 1824 года — создание Бюро по делам индейцев
- 26 мая 1824 года — образование Индейской территории от разделения Территории Арканзас
- 9 февраля 1825 года — Джон Куинси Адамс избран президентом США решением Палаты представителей в соответствии с положением об условных выборах Двенадцатой поправки, поскольку ни один кандидат не получил большинства голосов выборщиков, поданных на президентских выборах 1824 года. Палата представителей должна была выбирать между Адамсом, Эндрю Джексоном и Уильямом Кроуфордом, при этом делегация от каждого из 24 штатов имела один голос. Адамс был избран при первом голосовании 13 голосами против 7 и 4 соответственно.

## Ключевые законы
- Тариф США 1824 года (1824)
- Закон о преступлениях 1825 года (1825)

## Членство

### Сенат
| Начало | 45 | 3 | 42 | 3 |
| Конец  | 48 | 0 | 43 | 5 |

### Палата представителей
| Начало | 212 | 1 | 188 | 24 |
| Конец  | 213 | 0 | 189 | 24 |